# Порт Сингапура
Порт Сингапура (Port of Singapore, Pelabuhan Singapura) играет значительную роль в экономике этого небольшого по площади, но важного в транспортном плане государства. Географическое расположение порта Сингапура повышает конкурентоспособность страны по сравнению с другими странами региона.
Порт Сингапура входит в число четырёх крупнейших в мире портов, наряду с Гонконгом, Роттердамом и Шанхаем. Причём по абсолютной величине тоннажа судов он удерживает первое место в мире с 1997 года, а по грузообороту удерживал первое место до 2005 года, когда его обогнал по этому показателю порт Шанхая. Сингапурский порт оборудован причалами для судов различного типа, обслуживает 250 регулярных линий и ежесуточно принимает около 150 судов.

## История
В 1863 году была основана компания по строительству портовых сооружений. В 1946 году был сформирован профсоюз работников Сингапурского порта. Во 2-й половине XX века порт Сингапура выдвинулся в число крупнейших в мире по грузообороту, перевалке нефти и тоннажу заходящих судов. В октябре 1961 года началось строительство промышленного комплекса Джуронг, в том числе и его порта. В 1964 году было учреждено Управление порта Сингапура (Port of Singapore Authority), в 1967 году власти сформировали Союз портовых офицеров. В октябре 1971 года британцы эвакуировали из Сингапура свою военно-морскую базу, на месте которой были оборудованы причалы Сембаванга.
В 1982 году Сингапур стал самым крупным портом мира по тоннажу обслуженных судов, а его оборот контейнеров впервые превысил 1 млн TEU в год, в 1984 году в порту была введена круглосуточная электронная система связи наземных служб с судами. В 1985 году объём перевалки грузов через Сингапурский порт составил 42 млн т (по этому показателю Сингапур занимал четвёртое место в мире после Роттердама, Йокогамы и Кобэ). В том же году Сингапурский порт обработал 23,6 млн т контейнерных грузов, заняв по этому показателю шестое место в мире (около 40 % генеральных грузов, проходивших через порт Сингапура, были контейнеризированы).
Грузооборот Сингапурского порта увеличился с 37,9 млн т в 1966 году до 120,9 млн т в 1986 году, включая перевалку нефти и нефтепродуктов (по размерам грузооборота Сингапур вышел на второе место в мире после Роттердамского порта). В 1986 году Сингапур посетили свыше 60 тыс. судов общим тоннажем 600 млн брутто-регистровых тонн (по тоннажу прибывающих судов Сингапур занимал первое место в мире). В том же году Сингапурский порт обработал 63 млн т нефти и нефтепродуктов (что составило 56 % всего грузооборота порта), став важнейшим бункерным портом Юго-Восточной Азии и одним из крупнейших нефтяных терминалов мира. В Сингапур заходили суда трёхсот пароходных линий под флагами восьми десятков стран. До 80 % всех транзитных грузов обрабатывались в течение трёх дней.
В 1988 году в Сингапурском порту была введена автоматическая система планирования ресурсов, которая координировала и объединяла все действия по разгрузке-погрузке судов. В 1990 году оборот контейнеров превысил 5 млн TEU в год, что сделало Сингапур крупнейшим контейнерным портом мира. В 1991 году был основан Институт Сингапурского порта, в 1994 году оборот контейнеров достиг 10 млн TEU в год. В 1997 году Управление порта Сингапура было преобразовано в корпорацию и переименовано в PSA Corporation Limited. В 1998 году PSA становится первым оператором в мире, который с начала своей деятельности обработал 100 млн контейнеров. PSA International Private Limited стала главной холдинговой компанией для PSA Group.
В 2005 году оборот контейнеров достиг 20 млн TEU в год. На данный момент порт Сингапура связан с шестью сотнями портов 123 стран мира. Около 85 % контейнеров, прибывающих в Сингапур, перегружаются на другие суда и следуют дальше. В Сингапурском порту насчитывается свыше 50 контейнерных причалов. Порт состоит из двух частей — основной, принадлежащей PSA Singapore, и порта Джуронг (Jurong Port). За функционирование порта, как и у многих других ультра-современных портов, отвечает специальное программное обеспечение, являющееся, по сути, его операционной системой.

## Структура порта
Сингапурский порт делится на несколько кластеров: Танджонг Пагар, Кеппел и Брани на юге, Пасир Панджанг, Джуронг и остров Джуронг — на юго-западе, Сембаванг — на севере.
- Контейнерный терминал в Пасир Панджанге (с конца 1960-х годов прибрежная полоса от реки Сингапур до Джуронга была преобразована в портовые причалы; позже порт в Пасир Панджанге расширился за счёт закрытого нефтеперерабатывающего завода компании «Бритиш Петролеум»; в 1993 году началось строительство нового контейнерного терминала, первая очередь которого открылась в 1998 году, вторая — в 2000 году; тогда же, в 2000 году, терминал официально открылся; в 2003 году в Пасир Панджанге официально начал работу совместный китайско-сингапурский терминал компаний COSCO и PSA; в 2006 году официально начал работу совместный терминал PSA и швейцарской Mediterranean Shipping Company; строительство третьей и четвёртой очереди терминала стартовало в 2012 году; 1-я и 2-я очередь терминал имеют площадь 335 га, 23 контейнерных причала длиной 7900 м, 87 портовых кранов и максимальную глубину акватории в 16 м)[4][3][7].
- Контейнерный терминал в Танджонг Пагаре (самый старый контейнерный терминал страны, его сооружение началось в конце 1960-х годов, заработал он в 1972 году; в 1984 году терминал обработал 20 млн т контейнерных грузов; имеет площадь 85 га, 8 контейнерных причалов длиной 2300 м, 29 портовых кранов и максимальную глубину акватории в 14,8 м)[4][3][7].
- Контейнерный терминал в Кеппеле (построен на месте старейшего порта Сингапура и закрытых судостроительных верфей; в 1984 году Кеппельские причалы обработали 11 млн т грузов, в 1985 году — 8,1 млн т, в основном зерно, цемент, растительное масло, каучук и контейнеры; вскоре причалы были переоборудованы в новый контейнерный терминал, начавший работу в 1991 году, и марину для яхт; в 2008 году в Кеппеле создаётся совместный терминал компаний PSA и Pacific International Lines; имеет площадь 100 га, 14 контейнерных причалов длиной 3200 м, 42 портовых крана и максимальную глубину акватории в 15,5 м)[8][3][7].
- Контейнерный терминал на острове Брани (построен на месте военно-морской базы, переведённой в Чанги; имеет площадь 80 га, 9 контейнерных причалов длиной 2600 м, 32 портовых крана и максимальную глубину акватории в 15 м)[7].

- Порт Джуронга (единственный из портовых районов Сингапура, который принадлежит не PSA International, а отдельной структуре — Jurong Town Corporation; обслуживает промышленную зону Джуронг, в 1984 году обработал 8 млн т грузов, в 1985 году — 5,6 млн т; оборудован причалами для насыпных и генеральных грузов, контейнерным терминалом, терминалами для ролкеров и лихтеров, складами и холодильниками; на территории порта расположена зона свободной торговли; в 2009 году порт обработал 13,5 млн т грузов и 720 тыс. TEU контейнеров)[9][10].
- Причалы в Сембаванге (построены на месте бывшей британской военной базы, специализируются на обработке лесоматериалов, каучука и насыпных грузов; в 1984 году обработали 3 млн т грузов, в 1985 году — 1,7 млн т)[9].
- Причалы в Пасир Панджанге (в 1984 году обработали 7 млн т грузов, в 1985 году — 5,2 млн т; в 2009 году в Пасир Панджанге начал работу автомобильный терминал)[9][3].
- Круизный центр Марина-Бэй.
- Марина в Кеппеле.

Отдельные причалы и нефтеналивные терминалы имеют следующие нефтеперерабатывающие заводы Сингапура:
- ExxonMobil на острове Джуронг (открылся в 1973 году)[11].
- Royal Dutch Shell на острове Букум (открылся в 1974 году)[11].
- Singapore Petroleum / Chevron на острове Джуронг (открылся в 1973 году)[11].

На острове Себарок расположен терминал по хранению нефтепродуктов компании Singapore Petroleum.
Военно-морскому флоту Сингапура принадлежат причалы базы в Чанги, открытой в 2004 году (эта база заменила старую военно-морскую базу на острове Брани, открытую в 1974 году).